# Cerkljanska Dobrava
Cerkljanska Dobrava – wieś w Słowenii, w gminie Cerklje na Gorenjskem. W 2018 roku liczyła 83 mieszkańców.